# Sciaenochromis benthicola
Sciaenochromis benthicola är en fiskart som beskrevs av Konings, 1993. Sciaenochromis benthicola ingår i släktet Sciaenochromis och familjen Cichlidae. IUCN kategoriserar arten globalt som livskraftig. Inga underarter finns listade i Catalogue of Life.